# Ojcze nasz

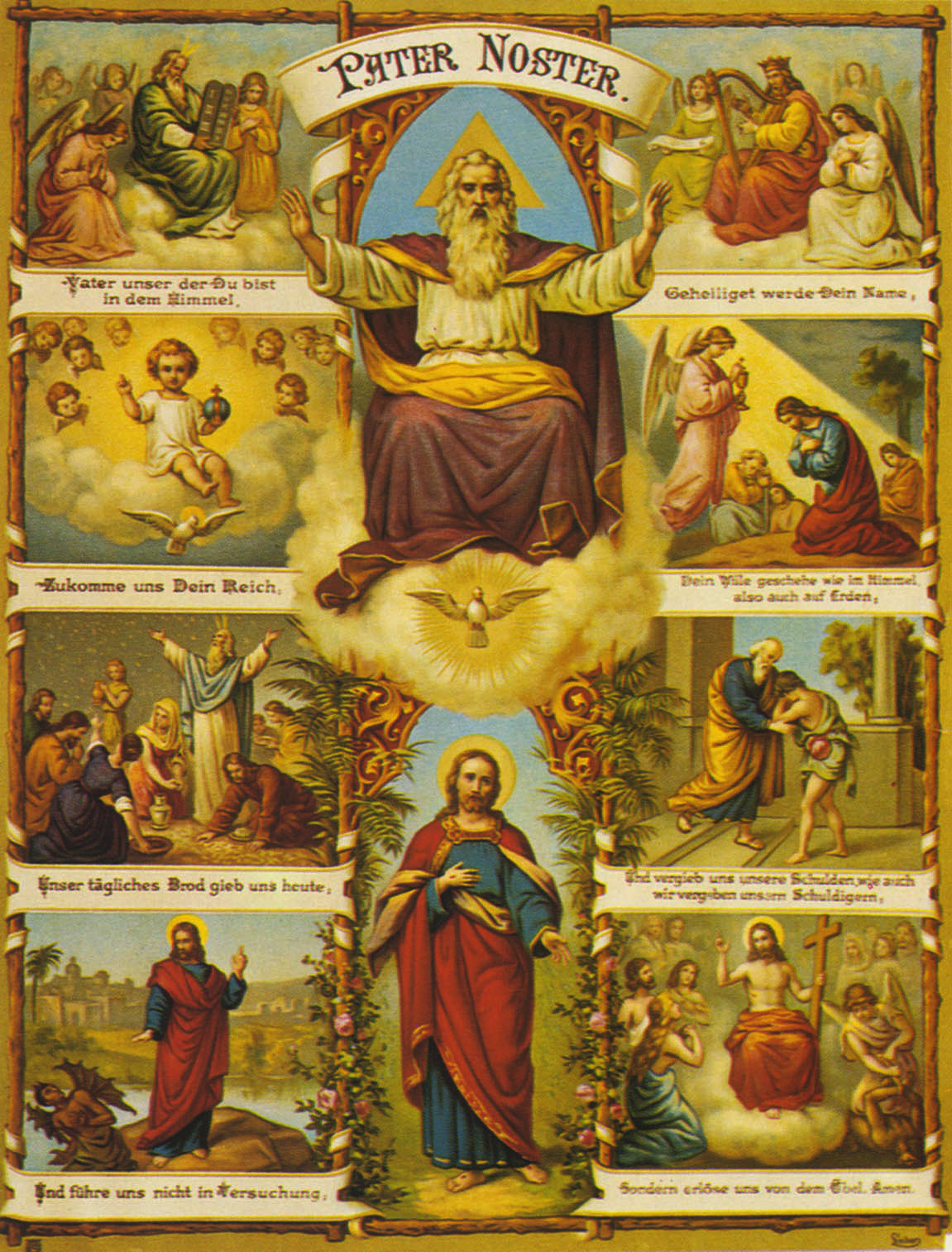
Fridolin Leiber, Pater noster

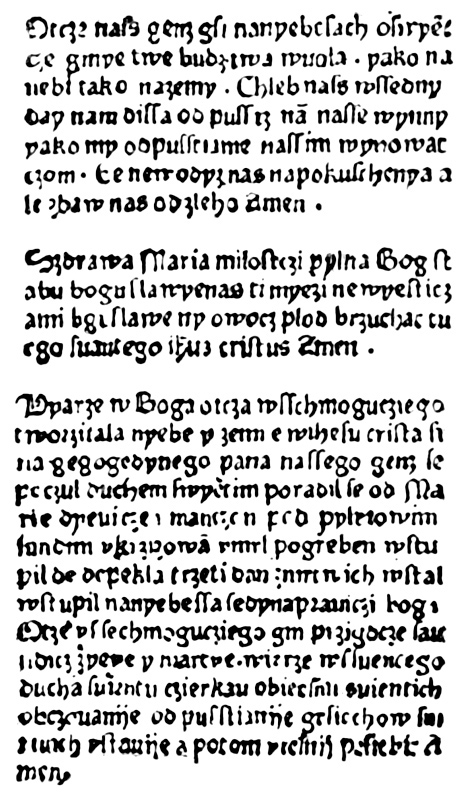
Ojcze nasz wśród innych modlitw wydrukowanych po polsku w 1475 roku. Ilustracja z Encyklopedii staropolskiej Zygmunta Glogera

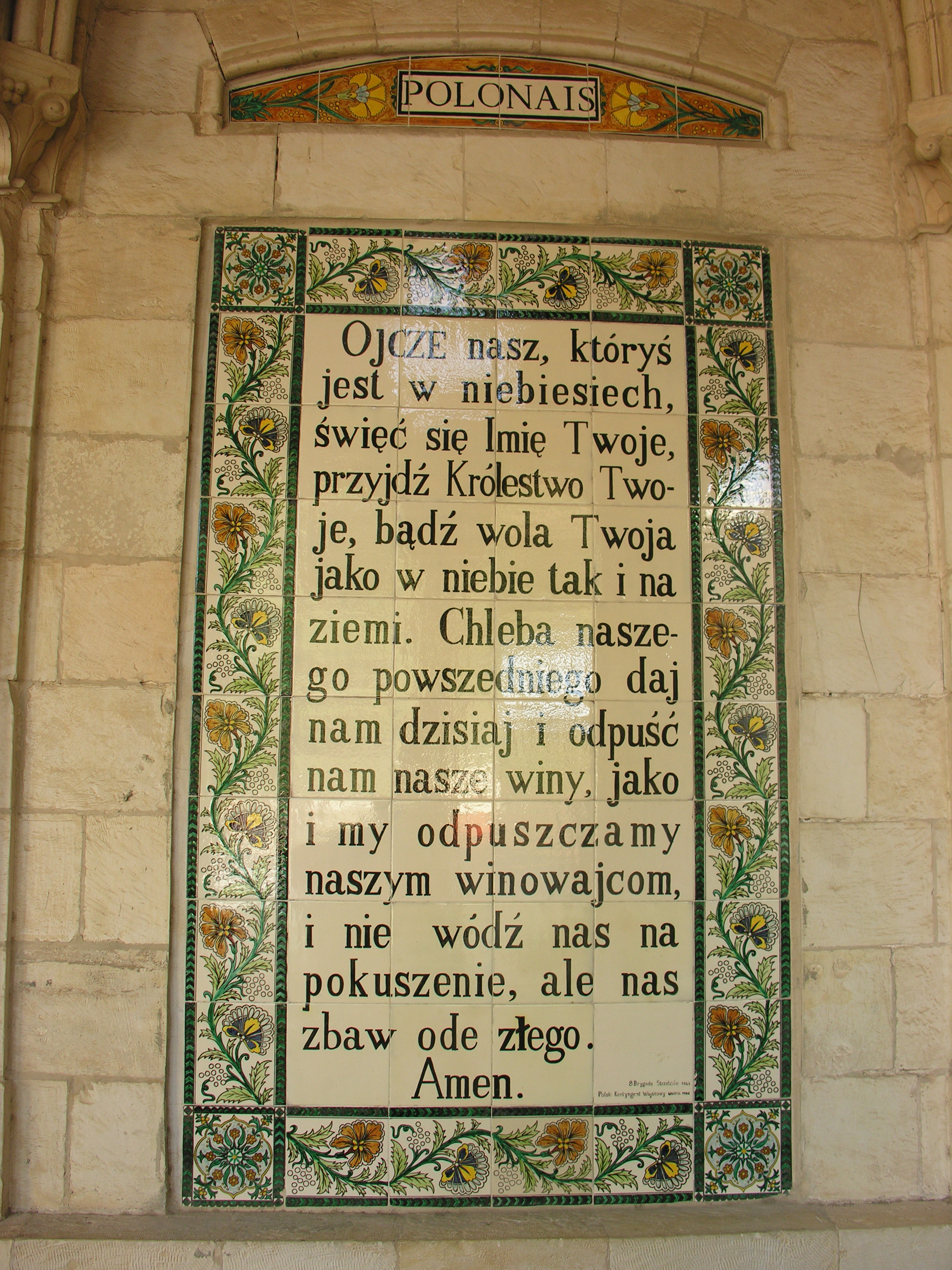
Tekst modlitwy Ojcze nasz po polsku w kościele Pater Noster w Jerozolimie

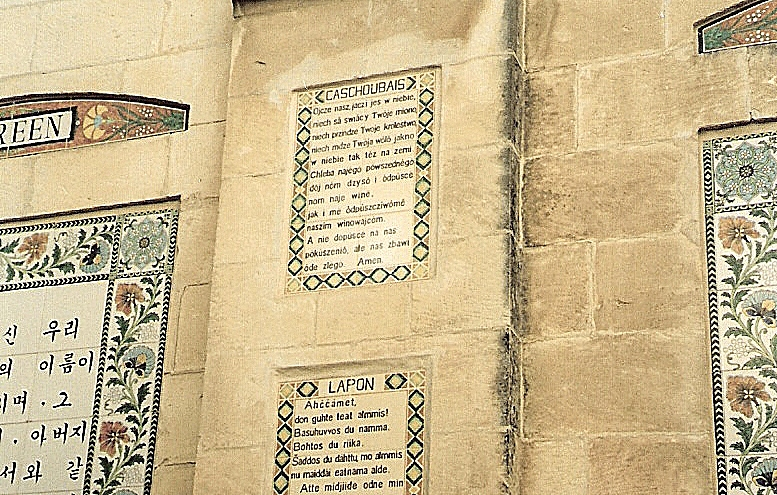
Tablice ceramiczne z modlitwą Ojcze Nasz m.in. w języku kaszubskim w krużgankach kościoła Pater Noster w Jerozolimie

Ojcze nasz, Modlitwa Pańska, Modlitwa wzorcowa (łac. Oratio Dominica, Pater Noster) – najstarsza, a zarazem najważniejsza modlitwa chrześcijan. Według Nowego Testamentu to Jezus przekazał ją swoim uczniom. Jest to formuła chwaląca wspaniałość Boga, jednocześnie mająca formę błagalną. Według Ojców Kościoła stanowi wzór modlitwy chrześcijańskiej.
Ojcze nasz jest często używanym narzędziem w językoznawstwie porównawczym. Widać w niej analogie do modlitwy judaistycznej Osiemnaście błogosławieństw.
Do naszych czasów na piśmie zachowały się trzy teksty mówiące o Modlitwie. Pierwszy to Ewangelia Mateusza 6,9-13, gdzie modlitwa przekazana jest w czasie kazania na górze, drugim tekstem jest Ewangelia Łukasza 11,1-4, gdzie Jezus uczy modlitwy według prośby ucznia Panie, naucz nas modlić się, jak Jan nauczył swoich uczniów. Trzecim tekstem jest Didache, któremu najbliżej jest do Mateusza, gdyż różni się tylko doksologią.

## Historia
Najstarszy zapis modlitwy „Ojcze nasz” w języku polskim zachował się w „Statutach Wacława Księcia Legnickiego” z roku 1412. Najstarsza polska wersja drukowana tej modlitwy ukazała się natomiast w 1475 roku w Statuta synodalia episcoporum Wratislaviensium wydrukowanych we Wrocławiu. Została wydrukowana wraz z modlitwami „Zdrowaś Mario” i „Wierzę w Boga” w tzw. „Statutach Elyana” (łac. Statuta Synodalia Episcoporum Wratislaviensium) wydrukowanych w pierwszej oficynie wrocławskiej, Drukarni Świętokrzyskiej Kaspra Elyana.
Papież Franciszek zatwierdził zmianę włoskiego przekładu Mszału, w tym słów modlitwy „i nie wódź nas na pokuszenie”. Uważa on, że zwrot ten był źle przetłumaczony, gdyż to nie Bóg nas kusi. Zmiana ta pozostaje bez bezpośredniego wpływu na teksty Modlitwy Pańskiej w księgach liturgicznych w innych językach; w języku łacińskim wersją obowiązującą jest nadal: „ne nos inducas in tentationem”.  Ewentualne zmiany tłumaczeń w innych językach pozostają w gestii kościołów narodowych.

## Tekst
Modlitwa Pańska składa się z ośmiu (dziewięciu) części: wezwania do Boga (1), siedmiu kolejnych próśb (2 a-g), które dzielą się na dwie części próśb o sprawy wieczne (a-c) i prośby doczesne (d-g) oraz doksologii (3).
1. Ojcze nasz, któryś jest w niebie
2. (a) święć się imię Twoje; (b) przyjdź królestwo Twoje; (c) bądź wola Twoja jako w niebie tak i na ziemi; (d) chleba naszego powszedniego daj nam dzisiaj; (e) i odpuść nam nasze winy, jako i my odpuszczamy naszym winowajcom; (f) i nie wódź nas na pokuszenie; (g) ale nas zbaw od złego.
3. Amen.

### Według Ewangelii
W Ewangelii przedstawione są dwie wersje tej modlitwy (tłumaczenie za Biblią Ekumeniczną):
- Ewangelia Łukasza 11,2-4:

A gdy Jezus przebywał w jakimś miejscu na modlitwie i ją ukończył, któryś z uczniów powiedział: Panie, naucz nas modlić się tak, jak i Jan nauczył swoich uczniów. Odpowiedział im: Gdy się modlicie, mówcie: Ojcze, niech się święci Twoje imię, niech przyjdzie Twoje Królestwo. Dawaj nam codziennie nasz chleb powszedni. Przebacz nam nasze grzechy, bo i my przebaczamy każdemu, kto wobec nas zawinił i nie dopuść, abyśmy ulegli pokusie.

- Ewangelia Mateusza 6,8b-15:

Wy zatem tak się módlcie: Ojcze nasz, który jesteś w niebie, niech się święci Twoje imię. Niech przyjdzie Twoje Królestwo, niech się spełni Twoja wola jak w niebie, tak i na ziemi. Naszego chleba powszedniego daj nam dzisiaj i przebacz nam nasze winy, tak jak i my przebaczamy tym, którzy przeciw nam zawinili, i nie dopuść, abyśmy ulegli pokusie, ale nas zachowaj od złego!

Niektóre rękopisy dodają:

Ponieważ Twoje jest Królestwo i moc, i chwała na wieki. Amen.

Przyjmuje się, że wersje modlitwy pochodzą z różnych tradycji liturgicznych – w Palestynie używana była wersja dłuższa, Kościoły poganochrześcijańskie używały wersji krótszej. Długo przyjmowano, że wersja z Ewangelii Mateusza jest pierwotniejsza, a to ze względu na uznanie pierwszeństwa tej Ewangelii. Poglądowi temu sprzyjało powszechne użycie dłuższej wersji w Kościele, w tym dziełach tak dawnych jak Didache. Obecnie bibliści skłaniają się raczej ku uznaniu wersji krótszej za bliższą oryginałowi modlitwy Jezusa.

### Doksologia
W liturgii przyjął się zwyczaj dodawania na końcu modlitwy doksologii. Didache (8,2) dodaje doksologię w formie: „Bo Twoja jest potęga i chwała na wieki”. Pochodzące z końca IV wieku Konstytucje apostolskie (7,24,1) dodają na początku doksologii słowo „Królestwo” (Bo Twoje jest Królestwo i potęga i chwała na wieki) i ta wersja zyskała największą popularność. Tekst bizantyjski po słowie „chwała” dodaje jeszcze formułę: „Ojca, Syna i Ducha Świętego” (Bo Twoje jest Królestwo i potęga i chwała Ojca, Syna i Ducha Świętego na wieki). Mszał Rzymski zaś rozwija ostatnią prośbę modlitwy w perspektywie „oczekiwania błogosławionej nadziei” a po niej następuje albo aklamacja wypowiadana przez wiernych albo powtórzenie doksologii w wersji znanej z Konstytucji apostolskich.
Doksologia do tekstu Ewangelii Mateusza (po wersecie 6, 13) została wprowadzona około III wieku n.e., prawdopodobnie przez kopistę, który w trakcie kopiowania rękopisu zamiast przepisać tekst, transkrybował treść modlitwy, jaką sam modlił się na zgromadzeniach. Z tego powodu tekst doksologii jest usuwany z większości współczesnych wydań Nowego Testamentu.

### Wersja grecka, łacińska i polska
| Tekst grecki | Tekst łaciński | Tekst polski |

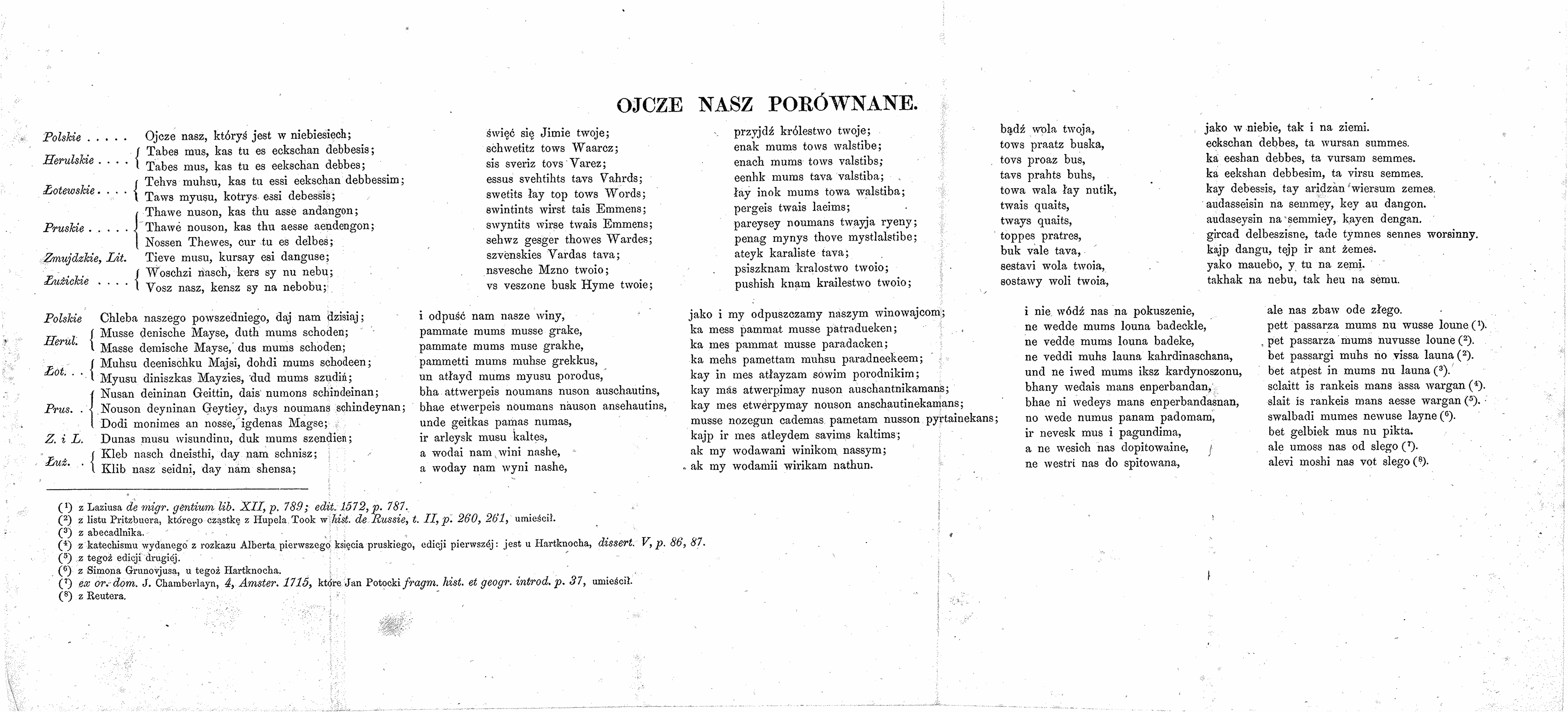
Porównanie tekstu modlitwy w językach polskim, liwskim (nazwanym herulskim), łotewskim, pruskim, litewskim i łużyckim. Wkładka do Narody na ziemiach słowiańskich Joachima Lelewela, 1853

| Πάτερ ἡμῶν ὁ ἐν τοῖς οὐρανοῖς· ἁγιασθήτω τὸ ὄνομά σου· ἐλθέτω ἡ βασιλεία σου· γενηθήτω τὸ θέλημά σου, ὡς ἐν οὐρανῷ καὶ ἐπὶ τῆς γῆς· τὸν ἄρτον ἡμῶν τὸν ἐπιούσιον δὸς ἡμῖν σήμερον· καὶ ἄφες ἡμῖν τὰ ὀφειλήματα ἡμῶν, ὡς καὶ ἡμεῖς ἀφίεμεν τοῖς ὀφειλέταις ἡμῶν· καὶ μὴ εἰσενέγκῃς ἡμᾶς εἰς πειρασμόν, ἀλλὰ ῥῦσαι ἡμᾶς ἀπὸ τοῦ πονηροῦ. [Ὅτι σοῦ ἐστιν ἡ βασιλεία καὶ ἡ δύναμις καὶ ἡ δόξα εἰς τοὺς αἰῶνας.] Ἀμήν. | Pater noster, qui es in cælis, sanctificetur nomen Tuum; adveniat regnum Tuum; fiat voluntas Tua, sicut in cælo et in terra. Panem nostrum quotidianum da nobis hodie et dimitte nobis debita nostra, sicut et nos dimittimus debitoribus nostris. Et ne nos inducas in tentationem, sed libera nos a malo. [Quia Tuum est regnum et potestas, et gloria in sæcula sæculorum.] Amen. | Ojcze nasz, któryś jest w niebie, święć się imię Twoje; przyjdź królestwo Twoje; bądź wola Twoja, jako w niebie tak i na ziemi. Chleba naszego powszedniego daj nam dzisiaj i odpuść nam nasze winy, jako i my odpuszczamy naszym winowajcom. I nie wódź nas na pokuszenie, ale nas zbaw ode złego. [Bo Twoje jest królestwo i potęga, i chwała na wieki.] Amen. |